# テオ・コーガン
テオ・コーガン（Theo Kogan、1969年12月23日 - ）は、アメリカ合衆国の女性歌手、女優、モデル。ガールズ・バンド「ルナチックス」のボーカルとして有名である。同バンドの解散後、現在は「テオ＆ザ・スカイスクラッパーズ」として活動している。化粧品ライン「アーマービューティー」をプロデュースしている。夫はギターリストのショーン・ピアースである。

## Theo & the Skyscrapers

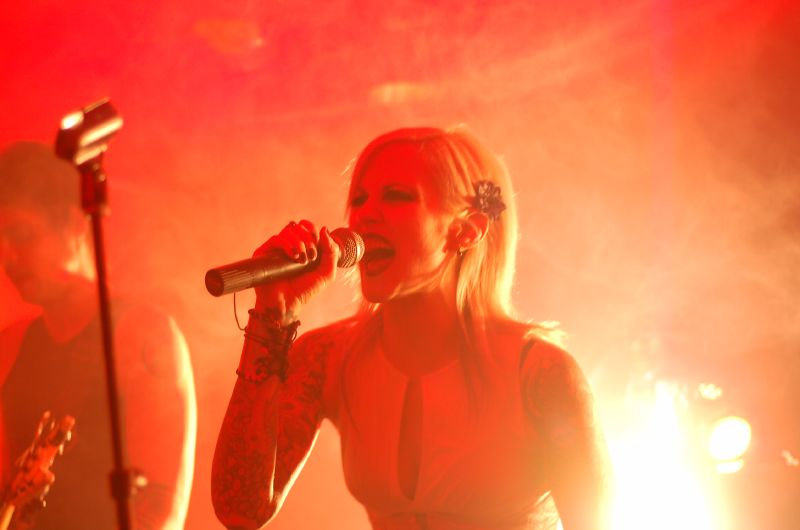
Theo & the Skyscrapers (2005年)

### アルバム
- Theo and the Skyscrapers (2006)
- So Many Ways To Die (2007)